# Brett Favre
Pour les articles homonymes, voir Favre.
Pro Football Hall of Fame 2016
(en) Statistiques sur pro-football-reference
Brett Lorenzo Favre, né le 10 octobre 1969 à Gulfport, est un joueur de football américain qui évoluait au poste de quarterback.
Souvent considéré comme l'un des plus grands quarterbacks de l'histoire pour son talent et sa longévité, sélectionné 11 fois au Pro Bowl au cours de sa carrière, il a joué pour les Packers de Green Bay entre 1992 et 2007 et a remporté avec ces derniers le Super Bowl XXXI, joué le Super Bowl XXXII et reçu trois années de suite le titre de MVP (1995, 1996, 1997).
Après avoir quitté les Packers et annoncé son intention de prendre sa retraite en mars 2008, il se ravise et rejoint les Jets de New York pour la saison 2008, à l'issue de laquelle il décide une nouvelle fois d'arrêter sa carrière. Il sort pourtant une seconde fois de sa retraite annoncée pour signer avec les Vikings du Minnesota en 2009,, et s'arrête définitivement à l'issue de la saison 2010, du fait de multiples blessures.
Le 24 septembre 2024, il annonce être atteint de la maladie de Parkinson.

## Biographie
Brett Favre est un descendant de Simon Favre.

## Carrière

### Universitaire
Brett Favre fait ses premières armes en tant que joueur de football américain dans un lycée où son père est entraîneur. À cette époque, Favre joue à de nombreux postes (quarterback mais aussi safety, homme de ligne défensive ou encore botteur). L'équipe de son père ayant un jeu orienté quasiment exclusivement vers l'attaque au sol, Brett Favre ne lance que très peu de passes lors des matchs.
C'est pourquoi il a du mal à faire valoir ses qualités de passeur au moment d'intégrer une université. Ainsi, l'université du Sud du Mississippi souhaite le recruter pour le faire évoluer au poste de safety. Mais Favre fait pression pour évoluer au poste de quarterback. Il parvient à ses fins mais au bas de l'échelon. Néanmoins, il profite de ses bonnes performances à l'entraînement pour prendre la place de titulaire à la fin de sa première année universitaire, en 1987. S'ensuivent des performances remarquées comme notamment une victoire contre la redoutable université d'État de Floride.
Mais un coup d'arrêt intervient dans l'ascension de Brett Favre le 14 juillet 1990 avec un grave accident de voiture. Favre effectue trois tonneaux au volant de sa voiture avant d'aller s'encastrer dans un arbre. Emmené rapidement à l'hôpital, on lui retire soixante-quinze centimètres de longueur d'intestin grêle. Passé près de la mort, Brett Favre effectue une rapide rééducation et revint aux commandes de l'équipe dès le mois de septembre avec succès.

### Professionnelle

#### Falcons d'Atlanta
Cet accident a néanmoins fait chuter sa cote auprès des recruteurs de la National Football League et Favre n'est alors retenu qu'à la trente-troisième position du second tour de la draft 1991 par les Falcons d'Atlanta. Troisième quarterback de l'équipe, Favre ne s'investit pas dans la vie de l'équipe, d'autant plus que l'entraîneur de l'époque, Jerry Granville, ne le souhaitait pas dans son effectif et lui mène la vie dure. Brett Favre s'illustre en outre par son goût prononcé pour la fête et l'alcool, confirmant ainsi une réputation qu'il s'était construite à l'université de Southern Mississippi. Favre ne lance que cinq passes durant cette saison 1991, la première d'entre elles se soldant par une interception adverse retournée en touchdown.
Perdu à Atlanta, Favre doit son salut à un homme, Ron Wolf. Ce dernier, en provenance des Jets de New York, est nommé manager général des Packers de Green Bay en 1992. Or, lorsqu'il était en poste à New York, Wolf avait souhaité voir Favre évoluer pour son équipe mais Atlanta avait choisi le joueur juste avant que son tour n'arrive. Conscient du potentiel du jeune quarterback et de sa faible cote au sortir de la saison 1991, Wolf propose alors un échange à Atlanta. L'affaire est conclue en échange d'un premier tour de draft. Mais l'affaire aurait pu ne pas se faire, Favre s'étant fait diagnostiquer entretemps une ostéoporose (nécrose osseuse) qu'il traîne d'ailleurs toute sa carrière. Wolf ne prit toutefois pas en compte l'avis des médecins et Favre atterrit à Green Bay.

#### Packers de Green Bay

##### Les débuts
Favre commence la saison 1992 en tant que doublure de Don Majkowski mais prend rapidement sa place. Lors du deuxième match de la saison, Majkowski, auteur d'un match assez faible, est remplacé par Favre. Malheureusement pour les Packers, celui-ci n'est guère plus brillant et retourne sur le banc pour l'entame du troisième match. Mais Majkowski se blesse lors de cette rencontre, obligeant ainsi l'entraîneur Mike Holmgren à faire rentrer en jeu Favre, qui ne quitte plus ce poste de quarterback titulaire jusqu'en 2008. Pourtant, Favre a eu ce jour-là un match difficile, le public souhaitant le voir sortir au profit du récent vainqueur du trophée Heisman Ty Detmer. Mais Favre réagit en toute fin de match en lançant une passe de touchdown victorieuse.
La suite de la saison est bien mieux réussie par le quarterback du Mississippi qui finit la saison avec un total de 3 227 yards lancés pour dix-huit touchdowns, menant également son équipe à un bilan honorable de neuf victoires pour sept défaites, les Packers manquant les playoffs de peu au profit des Redskins de Washington. La belle saison personnelle de Brett Favre (une évaluation de quarterback de 85,3) est récompensée par une sélection pour le Pro Bowl.
Lancé par cette saison réussie, Favre continue sur le même rythme, dépassant toujours les 3 000 yards à la passe durant les quinze saisons de sa carrière en tant que titulaire, ce qui constitue un record NFL. Les saisons 1993 et 1994 sont quasiment identiques à 1992 (neuf victoires pour sept défaites) à la différence que les Packers disputent à chaque fois les playoffs. En 1994, Favre atteint par ailleurs le total de 33 touchdowns lancés.

##### La consécration et le Super Bowl

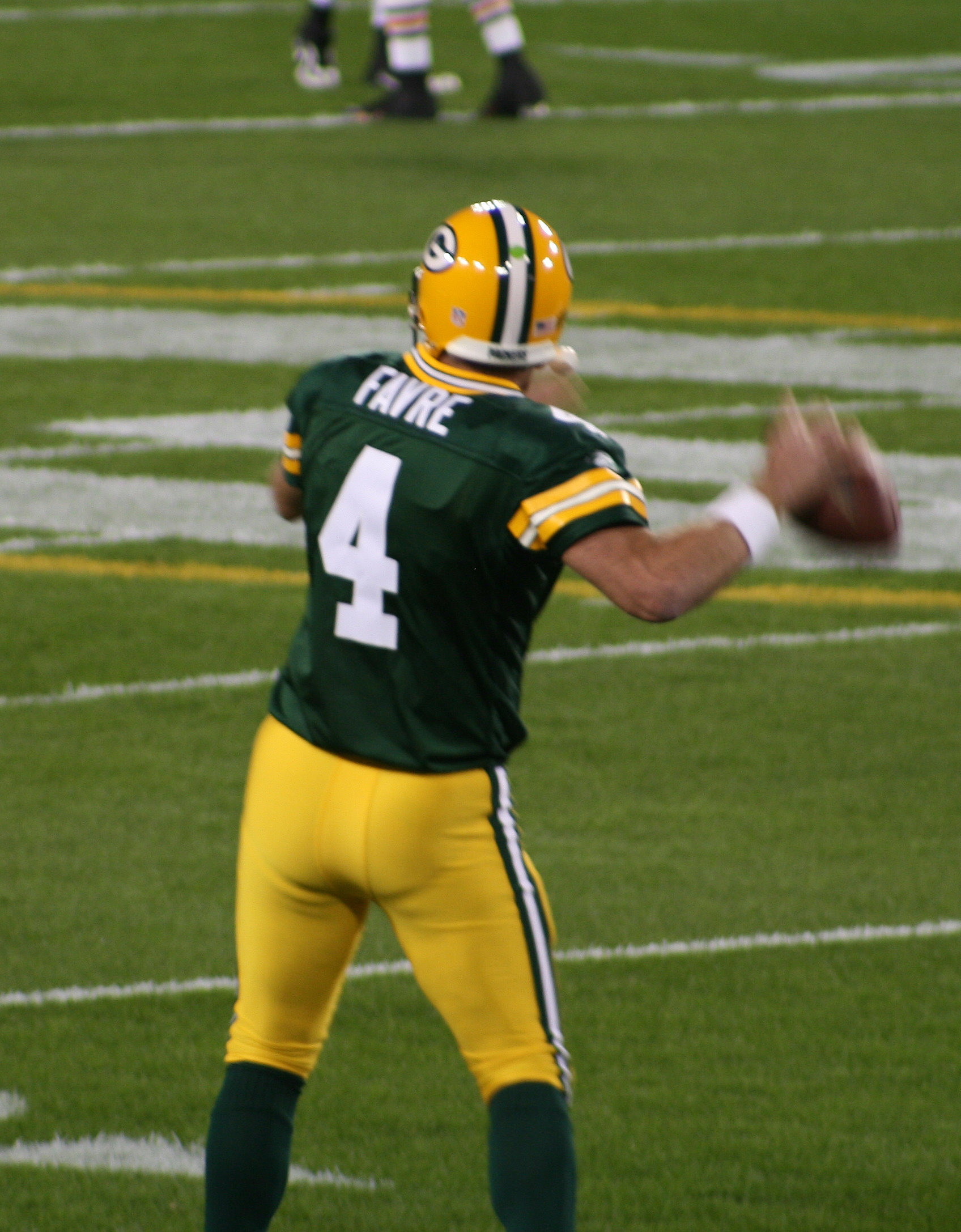
Brett Favre sous le maillot des Packers.

Favre prend une nouvelle dimension lors de la saison 1995, menant son équipe à un bilan de onze victoires pour cinq défaites. Il est alors leader de la ligue dans les champs statistiques les plus importants pour un quarterback, c'est-à-dire le nombre de yards lancés (4 413), le nombre de touchdowns lancés (38) et l'évaluation (99,5 points). Le beau parcours de son équipe et ses statistiques lui valent l'honneur d'être élu Most Valuable Player de la NFL pour la saison 1995. Il conduit son équipe jusqu'à la finale de conférence, perdue contre les futurs vainqueurs du Super Bowl, les Cowboys de Dallas.
La saison 1996 est la meilleure des Packers depuis leurs titres des années 1960. Auteur d'une solide saison (3 899 yards pour 39 touchdowns et une évaluation de 95,8), Favre mène son équipe au sommet de la NFL, avec un bilan de treize victoires pour seulement trois défaites. Il est une nouvelle fois élu MVP de la ligue. Il conduit cette année-là son équipe au Super Bowl et à la victoire finale contre les Patriots de la Nouvelle-Angleterre. Malgré un match correct (246 yards pour deux touchdowns lancés et un touchdown à la course), il n'est toutefois pas élu MVP du match, l'honneur revenant à son coéquipier Desmond Howard, retourneur de dégagements.
La saison 1997 est quasiment la copie conforme de 1996 pour Favre et les Packers. Lançant pour 3 867 yards et 35 touchdonws (évaluation de 92,6), Favre mène son équipe au même bilan que la saison précédente et gagne un troisième titre consécutif de MVP de la NFL (partagé avec Barry Sanders), ce que personne d'autre n'a jamais réalisé. Les Packers vont encore au Super Bowl mais, malgré un bon match de Favre (256 yards pour 3 touchdowns et une interception dans la dernière série pour remonter au score), les Broncos de Denver s'imposent ce soir-là, emmenés par un très bon Terrell Davis élu MVP du match.
Lors de la saison 1998, Favre réalise de très bonnes prestations, terminant la saison avec 4 212 yards pour 31 touchdowns mais avec une évaluation en baisse (87,8). Surclassés par les Vikings du Minnesota dans leur division, les Packers terminent avec onze victoires pour cinq défaites, se qualifiant seulement pour le tour des wild-card des playoffs. Favre ne peut pas éviter la défaite de son équipe dans ce match face aux 49ers de San Francisco.

##### Les années post-Super Bowl
Lors des saisons 1999 et 2000, Brett Favre connaît une baisse de régime s'expliquant par le renouvellement de l'effectif. Loin de son meilleur rendement statistique, il ne parvient pas à faire gagner beaucoup de matchs à son équipe qui doit se contenter de bilans équilibrés ne lui permettant pas de prétendre aux playoffs.
La saison 2001 marque le retour des Packers parmi les meilleures équipes de la NFC. Sous l'impulsion d'un Favre retrouvé (3 921 yards lancés pour 32 touchdowns et une évaluation de 94,1), Green Bay rend un bilan de douze victoires pour quatre défaites. Mais ils ne dépassent pas les demi-finales de conférence, tombant sur une excellente équipe des Rams de Saint-Louis emmenée par le tandem Kurt Warner - Marshall Faulk. Favre retrouve néanmoins les honneurs de la ligue en étant à nouveau sélectionné pour le Pro Bowl pour la première fois depuis la saison 1997.
S'ensuivent les saisons 2002 à 2004 durant lesquelles les Packers se qualifient à chaque fois pour les playoffs avec des bilans corrects et un Favre au rendement toujours aussi régulier. Puis vient le coup d'arrêt de la saison 2005 avec l'un des pires bilans de la franchise : quatre victoires pour douze défaites. Favre perd alors pied en lançant 29 interceptions au cours de cette saison pour seulement vingt touchdowns. Cela explique sa mauvaise évaluation : 70,9.
Beaucoup ont alors pensé que Favre allait prendre sa retraite mais, après avoir hésité, celui-ci annonce le 26 avril 2006 qu'il poursuit encore avec les Packers pour la saison suivante. Durant cette saison 2006, il obtient le record de passes complétées sur l'ensemble d'une carrière, dépassant ainsi Dan Marino et devenant le premier à compléter plus de 5 000 passes. Malgré cela, sa saison reste décevante avec certes 3 885 yards lancés mais seulement dix-huit touchdowns pour autant d'interceptions (une évaluation de 72,7) et un bilan pour son équipe tout juste équilibré grâce à un dernier match excellent de sa part contre les rivaux Bears de Chicago.
Ayant un temps laissé entendre qu'il arrêterait à l'issue de la saison 2006, Favre a clarifié les choses en annonçant le 2 février 2007 qu'il poursuivrait sa carrière encore au moins une saison. Cela lui a permis de détenir seul le record de touchdowns lancés sur l'ensemble d'une carrière en dépassant Dan Marino.
Le 16 septembre 2007, Favre et les Packers battent les Giants de New York. Favre y obtient sa 149e victoire en NFL et devient le quarterback le plus victorieux de l'histoire de la NFL (devançant John Elway). La semaine suivante il signe sa 150e, série en cours. Le 16 décembre, Favre devient le joueur ayant gagné le plus de yards à la passe, dépassant Dan Marino.

#### Avec les Jets de New York

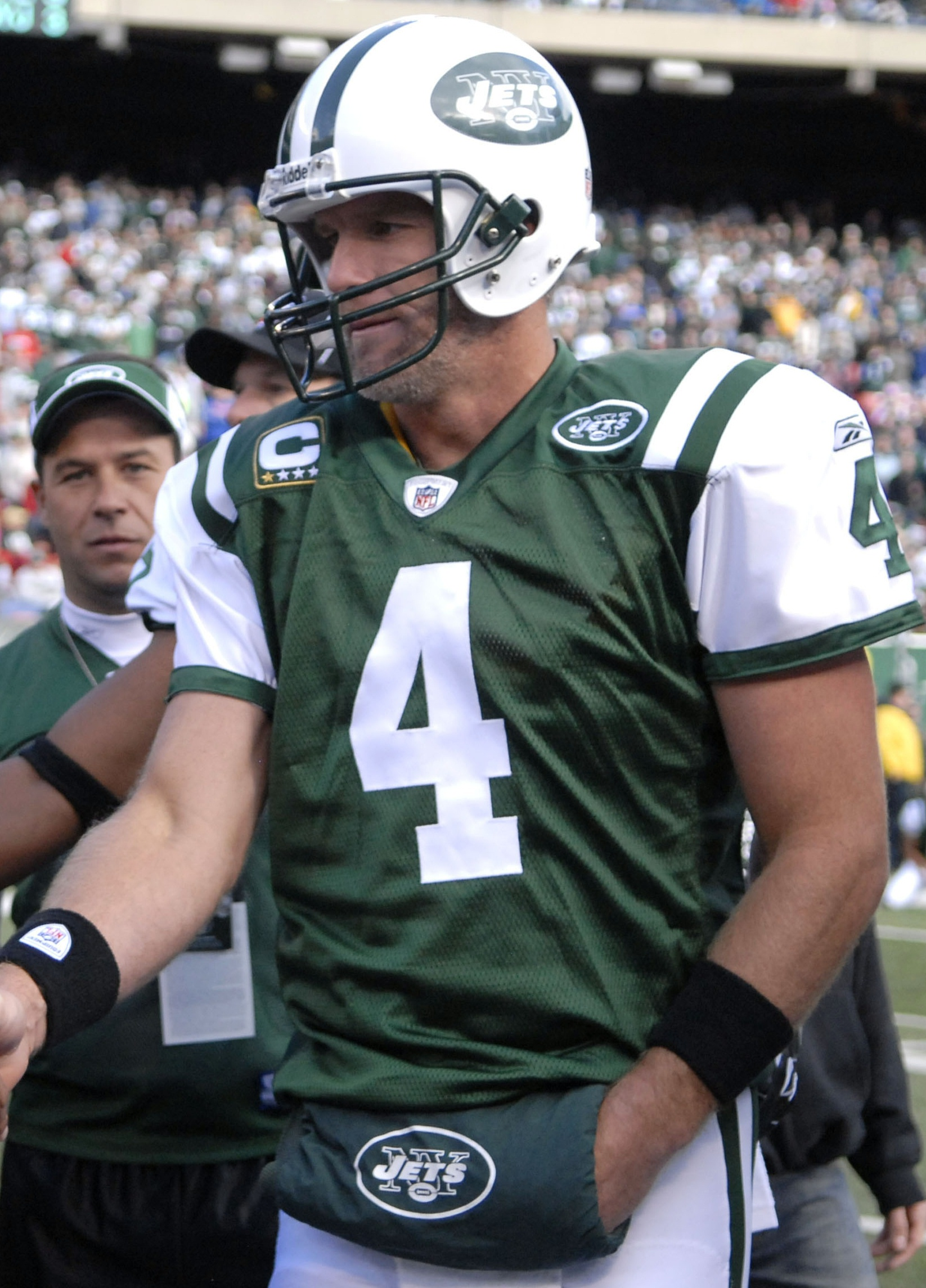
Favre, sous le maillot des Jets.

Favre est transféré aux Jets de New York le 7 août 2008 après l'annulation de sa retraite sportive.
Il marque sur la saison 2008 22 touchdowns, pour 22 interceptions (sur un total de 522 tentatives pour 343 passes complétées). Handicapé par une blessure à l'épaule droite, Favre et les Jets terminent la saison sur quatre défaites pour une seule victoire et manquent de peu la qualification pour les play-offs.
Il est néanmoins de nouveau invité au match annuel du Pro Bowl, mais il décline l'invitation pour cause de blessure. Il déclare dans la foulée prendre sa retraite de la NFL, et se fait opérer de l'épaule durant le printemps 2009.

#### Avec les Vikings du Minnesota

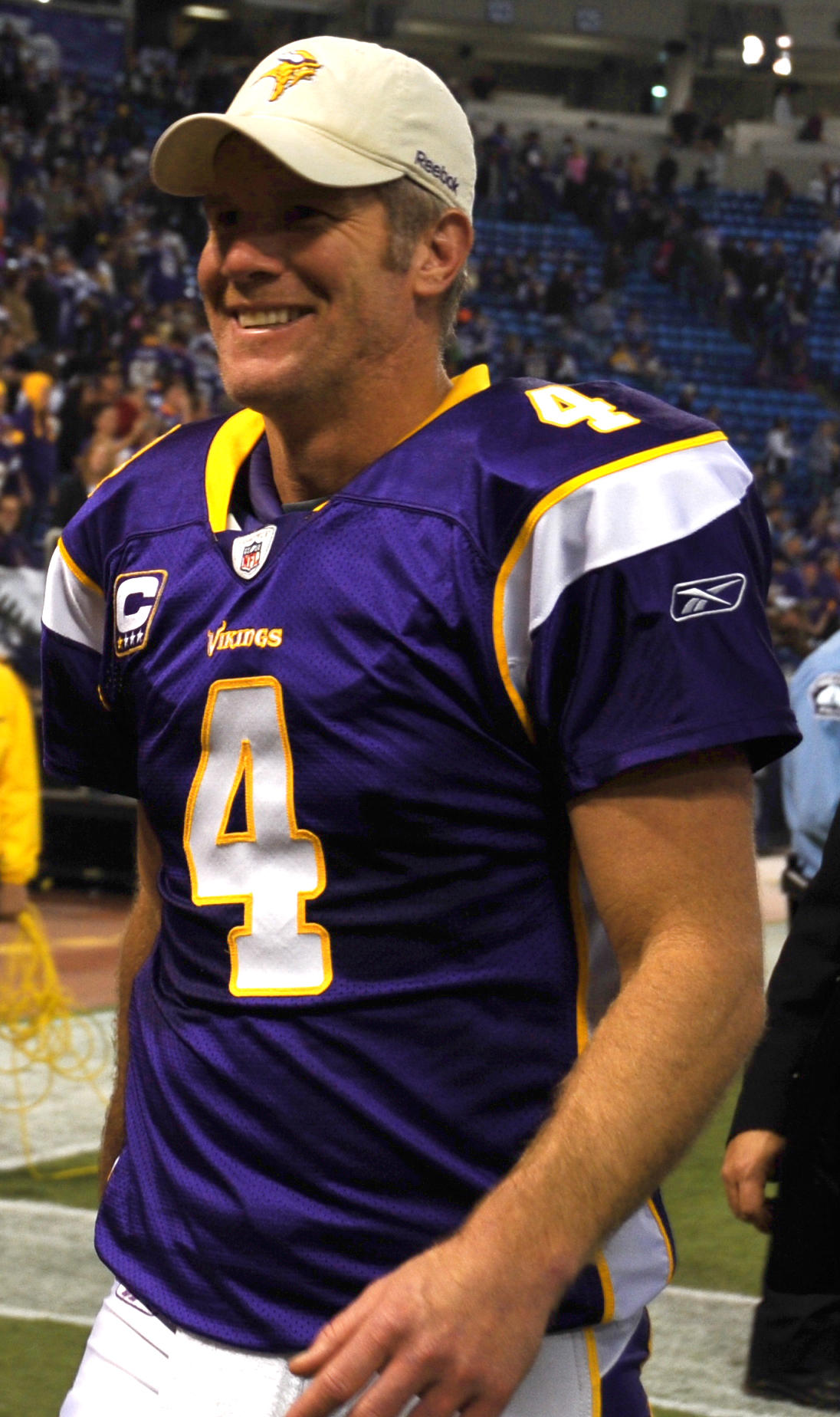
Favre, sous le maillot des Vikings.

Le 18 août 2009, il sort une seconde fois de sa retraite pour finalement signer avec les Vikings du Minnesota. Au terme d'une excellente saison 2009 sur le plan des statistiques individuelles, Favre mène son équipe au titre de champion de division et au second rang de la NFC grâce à un bilan de douze victoires contre quatre défaites.
En play-offs, lors du match de division, Favre lance quatre passes de touchdown pour permettre aux Vikings de vaincre les Cowboys de Dallas 34-3 et ainsi accéder à la finale de la NFC. Auteur de 300 yards et trois passes de touchdown lors de cette finale dans un match à rebondissement, son équipe s'incline en prolongation sur un coup de pied de 40 yards face aux Saints de La Nouvelle-Orléans 31-28.
Si sa saison 2009 l'a emmené au sommet de son art, la saison 2010 a par contre été un véritable cauchemar. Auteur de la plus mauvaise saison de sa carrière de titulaire avec dix-neuf interceptions pour seulement onze touchdowns et 2 509 yards, il termine avec une évaluation très moyenne de 69,9 et ne peut finir la fin de la saison à cause de diverses blessures, subissant par la même occasion la critique de la presse spécialisée pour cette « année de trop ».
À la fin de l'année 2010, il annonce lors d'un entretien avec NFL Network qu'il ne reviendra pas pour la saison 2011.

## Clubs
- 1991 : Falcons d'Atlanta
- 1992-2008 : Packers de Green Bay
- 2008 : Jets de New York
- 2009-2010 : Vikings du Minnesota

## Palmarès
- MVP de la NFL en 1995, 1996, 1997
- Vainqueur du Super Bowl XXXI
- Finaliste du Super Bowl XXXII
- Sélectionné onze fois au Pro Bowl : 1992, 1993, 1995-1997, 2001-2003, 2007-2009
- Recordman du nombre de titularisations consécutives : 297

## Statistiques de sa carrière professionnelle
| Année              | Équipe               | MJ                 |         | Passes   | Passes | Passes | Passes | Passes | Passes | Passes  |       | Courses | Courses | Courses | Courses |
| Année              | Équipe               | MJ                 | Tentées | Réussies | Pct.   | Yards  | TD     | Int.   | Éval.  | Tentées | Yards | Moy.    | TD      |         |         |
| 1991               | Falcons d'Atlanta    | 2                  | 4       | 0        | 0      | 0      | 0      | 2      | 0,0    | -       | -     | -       | -       |         |         |
| 1992               | Packers de Green Bay | 15                 | 471     | 302      | 64,1   | 3 227  | 18     | 13     | 85,3   | 47      | 198   | 4,2     | 1       |         |         |
| 1993               | Packers de Green Bay | 16                 | 522     | 318      | 60,9   | 3 303  | 19     | 24     | 72,2   | 58      | 216   | 3,7     | 1       |         |         |
| 1994               | Packers de Green Bay | 16                 | 582     | 363      | 62,4   | 3 882  | 33     | 14     | 90,7   | 42      | 202   | 4,8     | 2       |         |         |
| 1995               | Packers de Green Bay | 16                 | 570     | 359      | 63,0   | 4 413  | 38     | 13     | 99,5   | 39      | 181   | 4,6     | 3       |         |         |
| 1996               | Packers de Green Bay | 16                 | 543     | 325      | 59,9   | 3 899  | 39     | 13     | 95,8   | 49      | 136   | 2,8     | 2       |         |         |
| 1997               | Packers de Green Bay | 16                 | 513     | 304      | 59,3   | 3 867  | 35     | 16     | 92,6   | 58      | 187   | 3,2     | 1       |         |         |
| 1998               | Packers de Green Bay | 16                 | 551     | 347      | 63,0   | 4 212  | 31     | 23     | 87,8   | 40      | 133   | 3,3     | 1       |         |         |
| 1999               | Packers de Green Bay | 16                 | 595     | 341      | 57,3   | 4 091  | 22     | 23     | 74,7   | 28      | 142   | 5,1     | 0       |         |         |
| 2000               | Packers de Green Bay | 16                 | 580     | 338      | 58,3   | 3 812  | 20     | 16     | 78,0   | 27      | 108   | 4,0     | 0       |         |         |
| 2001               | Packers de Green Bay | 16                 | 510     | 314      | 61,6   | 3 921  | 32     | 15     | 94,1   | 38      | 56    | 1,5     | 1       |         |         |
| 2002               | Packers de Green Bay | 16                 | 551     | 341      | 61,9   | 3 658  | 27     | 16     | 85,6   | 25      | 73    | 2,9     | 0       |         |         |
| 2003               | Packers de Green Bay | 16                 | 471     | 308      | 65,4   | 3 361  | 32     | 21     | 90,4   | 18      | 15    | 0,8     | 0       |         |         |
| 2004               | Packers de Green Bay | 16                 | 540     | 346      | 64,1   | 4 088  | 30     | 17     | 92,4   | 16      | 36    | 2,3     | 0       |         |         |
| 2005               | Packers de Green Bay | 16                 | 607     | 372      | 61,3   | 3 881  | 20     | 29     | 70,0   | 18      | 62    | 3,4     | 0       |         |         |
| 2006               | Packers de Green Bay | 16                 | 613     | 343      | 56,0   | 3 885  | 18     | 18     | 72,7   | 23      | 29    | 1,3     | 1       |         |         |
| 2007               | Packers de Green Bay | 16                 | 535     | 356      | 66,5   | 4 155  | 28     | 15     | 95,7   | 29      | 12    | 0,4     | 0       |         |         |
| 2008               | Jets de New York     | 16                 | 522     | 343      | 65,7   | 3 472  | 22     | 22     | 81,0   | 21      | 43    | 2,0     | 1       |         |         |
| 2009               | Vikings du Minnesota | 16                 | 531     | 363      | 68,4   | 4 202  | 33     | 7      | 107,2  | 9       | 7     | 0,8     | 0       |         |         |
| 2010               | Vikings du Minnesota | 13                 | 358     | 217      | 60,6   | 2 509  | 11     | 19     | 69,9   | 17      | 8     | 0,5     | 0       |         |         |
| Totaux en carrière | Totaux en carrière   | Totaux en carrière | 10 169  | 6 300    | 62,0   | 71 838 | 508    | 336    | 86,0   | 602     | 1 844 | 3,1     | 14      |         |         |

## Scandales

### Addictions
En 1996, Favre est temporairement interdit par la NFL de boire de l'alcool après avoir admis qu'il était accro au Vicodin et avoir passé 46 jours dans une clinique de désintoxication avant le début de la saison. Son état était alors suffisamment grave pour qu'il risque une crise cardiaque potentiellement mortelle.

### Détournements de fonds sociaux
À partir de 2020, des enquêteurs du Mississippi supposent que le département des services sociaux de l'État du Mississippi (en) a mal alloué un total de plus de 75 000 000 dollars d'argent fédéral destiné aux résidents dans le besoin à d'autres fins, déclenchant une enquête du FBI. Deux paiements sont allés à Favre ou à des causes soutenues par lui.
En 2025, Netflix consacre un épisode de la série documentaire : L'Envers du sport nommé « Quarterback à scandale » (Untold: The Fall of Favre en anglais, saison 5 épisode 3) sur les faits.

#### Emploi fictif
Le 4 mai 2020, les auditeurs découvrent des paiements totalisant 1,1 million de dollars à la société de Favre pour deux apparitions publicitaires qu'il n'a jamais faites. Les enquêteurs annoncent plus tard que Favre aurait l'intention de rembourser cet argent. Le 12 octobre 2021, l'État du Mississippi informe Favre qu'il pourrait faire face à une poursuite civile s'il ne payait pas 828 000 $ à l'État. Favre rembourse 600 000 $ le 26 octobre 2021. Le vérificateur de l'État du Mississippi déclare que Favre doit encore 228 000 $ et renvoie l'affaire au bureau du procureur général de l'État,. Favre est interrogé par le FBI sur les fonds détournés. Son avocat déclare que Favre ne savait pas que l'argent avait été détourné des fonds utilisés pour aider les familles pauvres et n'a pas été accusé d'un crime dans cette affaire1.

#### Club de volley
Le 13 septembre 2022, divers médias publient des SMS entre Favre et l'ancien gouverneur du Mississippi, Phil Bryant, montrant l'implication possible de Favre dans un plan visant à détourner 5 000 000 $ vers une cause défendue par Favre, une nouvelle installation de volley-ball à l'université du Sud du Mississippi. Les SMS sont enregistrés comme preuves dans le cadre d'une poursuite civile. Dans un texto de 2017, Favre demande : "Si vous deviez me payer, comment les médias pourraient bien savoir d'où cela vient et combien ?".

## Divers
Il fait une apparition dans le film Mary à tout prix, dans lequel il joue son propre rôle.